# Viji Penkoottu
Viji Penkoottu ( Kozhikode, India, 1968) es una activista por los derechos laborales de las mujeres de la India. Viji Penkoottu fue elegida como una de las 100 mujeres más influyentes de 2018 por la BBC.

## Biografía
Modista de profesión, en 2009 comenzó a iniciarse en el activismo al conocer los problemas a los que se enfrentaban las mujeres de la calle donde trabajaba, sobre todo de las vendedoras ambulantes. Las trabajadoras, a diferencia de sus compañeros, no tenían derecho a utilizar los aseos durante toda la jornada laboral lo que provocaba que las infecciones urinarias fueran recurrentes en este colectivo.
Ante este hecho Penkootu creó su propia organización, la Asangaditha Meghala Thozhilali Union (AMTU), para aglutinar todas estas trabajadoras que hasta entonces habían estado desorganizadas. A partir de ahí convocaron encuentros con el fin de recoger sus quejas y reivindicaciones. Aparte de la prohibición del uso de los sanitarios muchas de ellas se quejaban de la obligación de estar de pie durante toda la jornada, que en muchos casos superaba las 10 horas diarias.
El año 2018 y después de nueve años de lucha por el "derecho a sentarse" logró garantizar por ley un entorno seguro para las mujeres, incluyendo jornadas laborales de menos de 10 horas y los derechos a hacer pausas y a sentarse, entre otros. Actualmente continúa luchando por la igualdad salarial, el control del acoso psicosocial y la toma de conciencia de los trabajadores.